# Sint-Pauluskathedraal (Valletta)
De Sint-Pauluskathedraal (Engels: St Paul's Pro-Cathedral, Maltees: Il-Pro-Katidral ta' San Pawl) is een prokathedraal van de Anglicaanse Kerk in Valletta, Malta. De prokathedraal hoort bij het bisdom Gibraltar in Europa. Van dit bisdom is de  Kathedraal van de Heilige Drie-eenheid in Gibraltar de hoofdkathedraal. In Brussel staat een tweede prokathedraal van het bisdom, de Heilige Drievuldigheidskathedraal.

## Geschiedenis
Tot de bouw van de kerk werd opdracht gegeven door Adelheid van Saksen-Meiningen. Zij nam zelf de kosten van de bouw op zich, de locatie werd geregeld door de Britse overheid. Op 20 maart 1839 legde zij de eerste steen. Het eerste ontwerp voor het gebouw kwam van Richard Lankasheer. In 1841 bleek zijn constructie echter instabiel, waardoor er opnieuw begonnen werd met de bouw, ditmaal naar ontwerp van William Scamp.
Door bombardementen moesten er enkele reparaties worden uitgevoerd na de Tweede Wereldoorlog. De schade viel, zeker gezien de zware bombardementen op Valletta, mee.

## Trivia
- De kerk werd aan Paulus opgedragen, omdat deze apostel volgens het Bijbelboek Handelingen op het eiland aanspoelde na een schipbreuk.